# 함안 오비각
함안 오비각(咸安 五備閣)은 대한민국 경상남도 함안군 산인면 운곡리에 있는 조선시대의 정려이다.
1991년 12월 23일 경상남도의 문화재자료 제182호 오비각으로 지정되었다가, 2018년 12월 20일 현재의 명칭으로 변경되었다.

## 개요
독촌공 조종영의 효행을 널리 알리기 위하여 세운 정려각이다.
조종영은 조선 단종(재위 1452∼1455) 때 생육신의 한 분인 어계 선생의 후손으로 학문과 행실이 두터웠으며, 효성이 지극하여 부모가 살아계실 때는 물론이고 돌아가신 후에도 변함이 없었다. 이러한 효행이 널리 알려져 고종 29년(1892)에 ‘효감유허비’를 세웠으며, 광무 9년(1905)에 조정의 명령을 받아 정려각을 세웠다.
규모는 앞면·옆면 모두 1칸이며, 지붕은 옆에서 볼 때 여덟 팔(八)자 모양인 팔작지붕이다. 지붕 처마를 받치기 위해 장식하여 만든 공포는 기둥 위와 기둥 사이에도 설치한 다포 양식인데, 거북이·연꽃모양 등 여러 장식이 있어 화려한 형태를 가지고 있다.

## 참고 문헌
- 함안 오비각 - 국가유산청 국가유산포털